# Томотерапія
Томотерапія — це метод променевої терапії, який ґрунтується на поєднанні спірального томографа кругового охоплення з бінарним багатопелюстковим коліматором, який безперервно зондує потрібну область спрямованими променями радіації, забезпечуючи терапію з більш точною модуляцією інтенсивності опромінення, відбувається опромінення пухлини у всіх напрямках з розворотом на 360⁰ і з поділом на безліч шарів. Вбудований пристрій візуалізації визначає і перевіряє локалізацію пухлинної тканини, яка в подальшому піддається високоточному опроміненню, мінімізуючи вплив на здорові тканини і органи.

## Загальні принципи
За допомогою комп'ютерної візуалізації лікар виявляє чіткі межі новоутворення, що відокремлюють його від здорових тканин. При доставці випромінювання зі статичним захопленням, довжина поля під час процедури залишається сталою. При опроміненні з динамічним захопленням, довжина області, на яку націлено випромінювання, змінюється так, що вона починається і закінчується на мінімальному значенні.

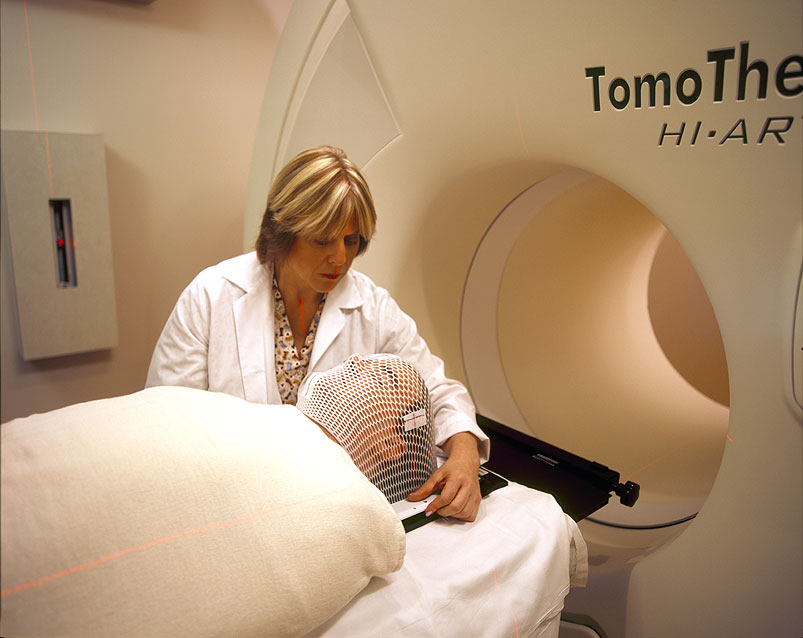
Пацієнт, який проходить томотерапію, покритий обличчям і тілом для запобігання руху.

Час проведення процедур томотерапії відрізняється від тривалості звичайної променевої терапії (наприклад, час процедури при лікуванні раку простати за допомогою томотерапії може становити всього 6,5 хвилин). Для щоденної КТ цей час збільшується на 2-3 хвилини. КТ використовується для визначення точного напрямку випромінювання і дозволяє оператору коригувати лікування в разі зміни анатомії пацієнта пов'язаного з втратою ваги або зменшенням пухлини (променева терапія з візуальним контролем).
Існують порівняння між томотерапією та іншими методами IMRT. Об'ємно-модульована дугова терапія (VMAT) може забезпечити більш швидке лікування, в той час як томотерапія забезпечує рівномірну, точно спрямовану дозу випромінювання і не призводить до пошкодження здорових тканин організму.

#### Спіральна доставка випромінювання
При спіральної томотерапії лінійний прискорювач обертається на своїй осі з постійною швидкістю, так що з точки зору пацієнта траєкторія лінійного прискорювача має вигляд спіралі.
Не дивлячись на те, що спіральна томотерапія може проводити лікування на великій площі без необхідності примикати до полів в поздовжньому напрямку, вона демонструє «ефект різьби» при лікуванні нецентральних пухлин. Це ефект може бути пригнічений під час підготовчих заходів за допомогою правильного налаштування частотності випромінювання.

#### Доставка випромінювання з фіксованим кутом
При томотерапії з фіксованим кутом використовуються кілька пучків випромінювання, кожен з яких подається під окремого фіксованого кутом нахилу осі, при якому під час доставки опромінення переміщається тільки кушетка. Це позначається як TomoDirect, але також називається томотерапією.
Ця технологія дозволяє проводити стаціонарне лікування опроміненням, переміщаючи пацієнта через отвір в машині, зберігаючи випромінювання під заданим кутом.

## Клінічні передумови
Рак легенів, голови і шиї, пухлини, рак молочної залози, рак передміхурової залози, стереотаксичної радіохірургії (SRS), і стереотаксичної променевої терапії тіла (ЕСЛТ) деякі приклади обробок, зазвичай виконується з використанням томотерапії.
В цілому променева терапія розвивалася з сильною залежністю від однорідності дози по всій пухлині. Томотерапія втілює послідовну доставку випромінювання в різні частини пухлини, при цьому постають дві важливі проблеми. По-перше, цей метод відомий як «зіставлення полів» і дає можливість менш точного зіставлення між двома сусідніми полями з результуючої гарячої та / або холодною точкою в пухлині. Друга проблема полягає в тому, що якщо пацієнт або пухлина переміщаються під час цієї послідовної доставки, то знову ж таки, виникне гаряча або холодна точка. Перша проблема зводиться до використання спірального руху, як в спіральній комп'ютерній томографії..
Деякі дослідження показали, що томотерапія забезпечує більш конформальні плани лікування і знижують гостру токсичність.
Не спіральні методи статичного променя, такі як IMRT і TomoDirect, добре підходять для променевої терапії усієї грудної клітини. Ці режими лікування дозволяють уникнути інтегрального розподілу низьких доз і тривалого часу лікування, пов'язаного зі спіральними підходами, обмежуючи доставку дози тангенціальними кутами.
Цей ризик посилюється у молодих пацієнтів з раком молочної залози на ранніх стадіях, де показники лікування високі, а тривалість життя значна.
Підходи зі статичним кутом пучка спрямовані на максимальне терапевтичне співвідношення, гарантуючи, що ймовірність контролю пухлини (TCP) значно перевищує ймовірність ускладнення, пов'язаного з нормальною тканиною (NTCP).

## Історія
Техніка томотерапіі була розроблена на початку 1990-х років в Університеті Вісконсін-Медісон професорами Томасом Роквеллом Макі та Полом Реквердтом. Невелике мегавольтне джерело рентгенівського випромінювання було встановлено аналогічно до рентгенівському джерела КТ, і його геометрія дозволяла отримувати КТ-зображення тіла в положенні установки лікування. Хоча в початкових планах передбачалося використовувати КТ-зображення з напругою струму, сучасні моделі використовують енергію мегавольтної напруги. Завдяки цій комбінації апарат став одним з перших пристроїв, здатних забезпечити сучасну променеву терапію з візуальним контролем (IGRT).
Першим застосуванням томотерапіі була система Corvus, розроблена Nomos Corporation, з першим пацієнтом, які отримували лікування в квітні 1994 року. Це була перша комерційна система для планування і проведення променевої терапії з модуляцією інтенсивності (IMRT). Оригінальна система, призначена виключно для використання на головному мозку, включала в себе жорстку систему фіксації на основі черепа для запобігання руху пацієнта між доставкою кожного зрізу випромінювання. Але деякі користувачі відмовилися від системи фіксації і застосували цю техніку до пухлин у багатьох різних частинах тіла.
В даний час системи виробництва Accuray (раніше TomoTherapy Inc.) є основними пристроями, які використовуються для томотерапіі.

### Мобільна томотерапія
Завдяки своєму внутрішньому екрануванню і малій площі, машини TomoTherapy Hi-Art і TomoTherapy TomoHD були єдиними високоенергетичними апаратами для променевої терапії, що використовувалися в переміщуваних комплектах для променевої терапії. Були доступні два різних типи люксів: TomoMobile, розроблений TomoTherapy Inc., який пересувався вантажівкою; і Pioneer, розроблений британською компанією Oncology Systems Limited. Останній був розроблений для задоволення вимог британського і європейського транспортного законодавства.